# Hinterschmiding
Hinterschmiding er en kommune i Landkreis Freyung-Grafenau i Regierungsbezirk Niederbayern i den tyske delstat Bayern.
Den er administrationsby i Verwaltungsgemeinschaft Hinterschmiding.

## Geografi
Kommunen ligger i Region Donau-Wald i Bayerischer Wald vest for det 1.167 meter høje bjerg Haidel.
Til Hinterschmiding hører disse landsbyer og bebyggelser: Sonndorf, Vorderschmiding, Kaining, Holzwiese, Kohlstatt, Herzogsreut, Schlichtenberg, Schwarzkopf, Gstöcket, Heldengut og Rotbachau.
Hinterschmiding ligger 4 km øst for Freyung, 12 km fra grænsen til Tjekkiet, 28 km fra grænsen til Østrig, 15 km nord for Waldkirchen og 38 km fra Passau.

### Nabokommuner
- Freyung
- Philippsreut
- Grainet